# Filtre actif
Pour les articles homonymes, voir filtre.
Un filtre actif est un type particulier de filtre électronique puisqu'il est construit au moins partiellement dans la boucle de contre-réaction (rétro-action) d'un amplificateur (généralement, un amplificateur opérationnel).

## Historique
Les premiers filtres discrets RCAO (circuit RC + amplificateur opérationnel) font leur apparition au milieu des années 1960. Il faut  néanmoins attendre les années 1970 avec les premiers circuits intégrés commerciaux (HIC, puis DIP) pour que soit révélé l'intérêt économique de ce type de filtre. Pour les applications actuelles des filtres (actifs ou non), consultez l'article générique sur les filtres électroniques.

## Avantages
À l'inverse de son homologue passif, le filtre actif a souvent des caractéristiques plus complexes et peut présenter un gain en tension ou en puissance supérieur. En outre, il a l'avantage d'être moins coûteux en grande série parce qu'il permet de remplacer des inductances par des condensateurs, ce qui permet de l'intégrer au sein d'un circuit intégré. Dans ce cas, il est possible de le rendre plus précis en le concevant de façon que les tolérances des condensateurs gravés avec précision sur le même circuit se compensent mutuellement. Cette caractéristique de compacité favorise l'amoindrissement des signaux parasites[réf. nécessaire]  (résistances, capacitances, inductances) générés par ses composants.

## Inconvénients
On reconnaît néanmoins au filtre actif plusieurs inconvénients comme un mauvais comportement en hautes fréquences à cause des retards induits par la contre-réaction. Cette réduction de la bande passante tend à limiter son usage aux applications audio. Son bon fonctionnement impose plusieurs contraintes, notamment quant aux valeurs (trop importantes) de tolérance des composants utilisés (qui pour certains peuvent être de l’ordre de 10 %)[réf. nécessaire], mais aussi de présence d'une source d'énergie limitée par les tensions de fonctionnement de l'amplificateur[réf. nécessaire] dont on souhaite filtrer le bruit.